# TriBeCa
Tribeca, às vezes também escrito como TriBeCa, é um bairro no centro de Manhattan, Nova York, Estados Unidos. O nome é uma abreviatura de "Triangle Below Canal Street" (ou Triângulo Abaixo da Rua do Canal, em português). Vai aproximadamente da Canal Street no sul de Manhattan à Park Place, e do leste do rio Hudson até a Broadway. TriBeCa, outrora um distrito industrial dominado por armazéns, sofreu uma grande revitalização. Os galpões foram convertidos em lofts e novos negócios surgiram, mudando totalmente o perfil urbano da área. TriBeCa é, atualmente um dos bairros mais nobres e mais caros de Nova York.

## Demografia
Segundo o censo nacional de 2020, a sua população é de 21 305 habitantes e seu crescimento populacional na última década foi de 24,9%.
Residentes abaixo de 18 anos de idade representam 23,2%. Foi apurado que 6,8% são hispânicos ou latinos (de qualquer raça), 71,7% são brancos não hispânicos, 2,0% são negros/afro-americanos não hispânicos, 12,7% são asiáticos não hispânicos, 0,9% são de alguma outra raça não hispânica e 5,9% são não hispânicos de duas ou mais raças.
Possui 10 722 residências, um aumento de 21,5% em relação ao censo anterior, onde deste total, 14,0% das unidades habitacionais estão desocupadas. A média de ocupação é de 2,3 pessoas por residência.